# Władysław Baldini
Władysław Antoni Baldini (ur. 24 maja 1874 w Tarnowie, zm. 1940 w ZSRR) – polski sędzia, samorządowiec, działacz społeczny, ofiara zbrodni katyńskiej.

## Życiorys
Syn Antoniego (inżynier kolejowy, naczelnik stacji) i Augusty z dou Ossolińskiej. Uczył się w gimnazjum w Rzeszowie (1885–1889) i w I Gimnazjum w Przemyślu (1889–1893), gdzie zdał maturę. Podjął studia prawnicze na Uniwersytecie Jagiellońskim (do 1897). 
Podjął pracę w sądownictwie, od początku XX wieku w C. K. Sądzie Powiatowym w Husiatynie. Od 1909 był sędzią C. K. Sądu Powiatowego w Skałacie, a od 1911 naczelnik. Był radcą Sądu Krajowego (od 1916). Podczas I wojny światowej kierownik sądów w Ustrzykach, Zabłotowie, Komarnie i ponownie w Skałacie. Od 1920 sędzia i od 1929 potem wiceprezes Sądu Okręgowego w Przemyślu (w 1932 przeniesiony w stan spoczynku).
Należał do Polskiego Towarzystwa Gimnastycznego „Sokół”, TSL i Towarzystwa Kółek Rolniczych. Był członkiem Zarządu Powiatowego Stronnictwa Narodowego w Przemyślu. Na polecenie Leonarda Chrzanowskiego Włodzimierz Bilan wskazał Baldiniego na funkcję prezydenta miasta. Ławnik rady miejskiej w Przemyślu.
Po wybuchu II wojny światowej w dniu 10 września 1939 został czasowym prezydentem Przemyśla, pełniąc funkcję do 27 września i tego dnia z rozkazu Niemców oddał władzę Sowietom. Został aresztowany przez funkcjonariuszy NKWD z listopada 1939 7 listopada 1939. Początkowo osadzony w więzieniu w Przemyślu, a potem przeniesiony do Drohobycza. W 1940 został zamordowany w ramach zbrodni katyńskiej. Jego nazwisko znalazło się na tzw. Ukraińskiej Liście Katyńskiej opublikowanej w 1994. Ofiary tej części zbrodni katyńskiej zostały pochowane na otwartym w 2012 Polskim Cmentarzu Wojennym w Kijowie-Bykowni.